# モード・ヴァレリー・ホワイト

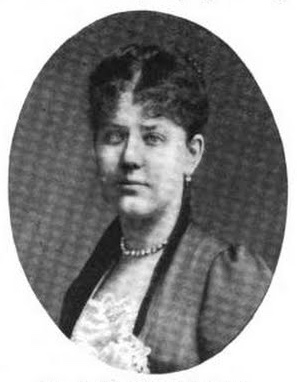

モード・ヴァレリー・ホワイト（Maude Valérie White, 1855年 – 1937年）はフランス生まれのイングランド人の作曲家。湧き出るような自然な旋律と、楽想の印象的な展開、創意に富んだ書法の伴奏によって、リザ・レーマンとともにヴィクトリア朝で最も成功した英語歌曲の作家となった。

## 生涯

### 生い立ち
中産階級の両親の下にノルマンディのディープ（Dieppe）に生まれるが、まだ1歳の時に家族とともにイングランドに移る。幼児期をイングランドのほかにハイデルベルクやパリで過ごし、早くからピアノを嗜んだ。17歳ですでに処女作を作曲している。ロンドンでオリヴァー・メイに作曲を、トーキーで対位法と和声法をロクストロに師事。不承不承の母親を説き伏せて、音楽活動を職業として究める許可を貰った後に、1876年に王立音楽院に進んだ。在学中は作曲法をジョージ・マクファーレンに師事しながら、英語詩やドイツ語詩・フランス語詩に曲付けした。1879年に、女子学生としては初めて、栄えあるメンデルスゾーン奨学金を授与された。父親には少女時代に先立たれていたが、母親が1881年に亡くなると、ホワイトは打ちひしがれ、チリに出向いて自分の姉妹と同居し、立ち直りと健康恢復を図った。1882年にロンドンに戻るや否や職業音楽家ならびに作曲家としての活動に身を投じた。ピアノを指導したり、歌曲を作曲して音楽の夜会などで上演したりすることによって身を立てた。その後は語学力を生かして、小説や戯曲の翻訳家として生計を立てている。

### 作曲活動
1883年に半年間ウィーンに留学してロベルト・フックスに師事する。フックスは、器楽曲の分野にまで手を広げるように説得したものの失敗に終わり、ホワイトはあえてその分野を制覇しようとしなかった。研究者のスーザン・フラーが言うように、当時のホワイトの楽曲は、「言葉に対する行き届いた配慮と広がりのある旋律、推進力のあるリズム感覚、あからさまなカデンツの回避」（『新グローヴ音楽大事典』）が特徴的である。このような特色は、バイロンの《もうそぞろ歩きは止しにしよう‘So we'll go no more a-roving’》の曲付け（1888年）に認められる。この歌曲は今なお愛唱されるホワイトの一番の代表作であり、ハーバート・ビーアボーム・トゥリーに献呈されている。シェリーの詩による《僕の心は魔法をかけられた小舟‘My soul is an enchanted boat’》（1882年出版）を、フラーは「最も優れた英語歌曲の一つ」（Fuller, 331）と評している。
その後1890年代にホワイトの作曲様式は発展して変化し、世界旅行で知った音楽の要素を取り入れるようになる。ドイツ・リートの様式を自作において実現させようとますます模索した。バレエ《魅入られた心‘The Enchanted Heart’》は、ロシアのバレエ音楽の影響を示している。さらに、新世紀に入ってからも、作風はいっそう印象主義に近付き、「即興的な動機や、空4度や空5度の反復音型によって」夢見るような曲調を創り出している（Fuller, Grove）。ヴィクトル・ユゴーによる《見えざる横笛‘フランス語: La Flûte Invisible’》やポール・ヴェルレーヌによる《暖炉‘フランス語: Le Foyer’》はその好例である。その他の成功した歌曲に、《夢に来ませ‘Come to me in my dreams’》や、《クピドたちは互いにうな垂れて‘Ye cupids droop each little head’》《その時まで（常に忠実なれ）‘Until (semper fidelis)’》《メアリー・モリスン‘Mary Morison’》《僕の心は魔法をかけられた小舟‘My soul is an enchanted boat’》が挙げられる。

### 晩年
後半生には2つの回想録を発表している。すなわち、1914年に出版された『友と想い出（Friends and Memories）』と、1932年に出版された『穏やかな老後（My Indian Summer）』である。演奏会を組織して自作の演奏を続けており、多くの後援者や学生、演奏家、擁護者たちの協力で、ホワイトの作品はイギリス音楽の正統として不朽の名声を得た。
1937年に82歳で世を去った。

## 受容
モード・ヴァレリー・ホワイトの歌曲は、第1次世界大戦前から往年の名歌手によって録音されてきた。中でも、《メアリーに‘To Mary’》は、テノール歌手ベン・デイヴィスによって少なくとも3度録音されている（最初の録音は1903年で、最後は1932年である）。また、最も有名な《もうそぞろ歩きは止しにしよう‘So we'll go no more a-roving’》と《今はまだ居ない‘Absent yet present’》は、当時のテノール歌手の第一人者、ジェルヴェーズ・ケアリー・エルウィスが第1次大戦前に録音した。エルウィスは夫人ともどもホワイトの友人であり、ホワイトは演奏会ではエルウィスの伴奏者を務めた。